# Văn học hiện thực
Văn học hiện thực là một thuật ngữ của chủ nghĩa hiện thực hiểu theo nghĩa phương pháp sáng tác. Nó có nhiều dạng: chủ nghĩa hiện thực thời Phục Hưng, chủ nghĩa hiện thực thời Khai Sáng, chủ nghĩa hiện thực thời phong kiến mạt kỳ ở phương Đông. Nhưng chủ nghĩa hiện thực thế kỉ XIX ở châu Âu phát triển đỉnh cao nhất nên được gọi là chủ nghĩa hiện thực cổ điển, và vì cảm hứng chủ đạo của văn học hiện thực là cảm hứng phê phán nên theo ý kiến của Maksim Gorky, người ta thường gọi là chủ nghĩa hiện thực phê phán. (Chủ nghĩa hiện thực phê phán còn có nghĩa là một trào lưu văn học, đối tượng của bộ môn lịch sử văn học).
Khác với chủ nghĩa lãng mạn và chủ nghĩa cổ điển thường bị chi phối bởi một vài nguồn ý thức tư tưởng, chủ nghĩa hiện thực có tham vọng phải khơi nguồn ở nhiều phương diện khác nhau và tất cả phải cuối cùng phải được kết tinh lại thành một nguyên tắc nhất quán là phản ánh chân thực cuộc sống ở những phương diện khác nhau của nó.
Những hình mẫu trung tâm của chủ nghĩa hiện thực phê phán là những nhân vật phản diện tư sản hóa. Đó là những con người xuất thân từ những giai tầng khác nhau (quý tộc, tiểu tư sản,...) vốn có những thái độ khác nhau về chế độ tư bản, nhưng khi đã lăn vào đó thì đều thấm nhuần đạo đức và triết lý "con bê vàng" (Balzac). Tuy vậy không phải là không có nhân vật chính diện. Các nhân vật này được tác giả xây dựng nhằm đối lập lại với xã hôi đang dần mất đi những điều tốt đẹp.